# Лукас, Флориан
Фло́риан Лу́кас (нем. Florian Lukas; род. 16 марта 1973, Восточный Берлин, ГДР) — немецкий актёр.

## Биография
Флориан Лукас начал играть в театре с 17 лет, сначала в театральных группах, в 1993—1998 годах в качестве гостя в Берлинер ансамбле и в Немецком театре в Берлине. В 1992 году дебютировал в кино в фильме «Банальный день» (реж. Петер Вельц).
Далее последовали многочисленные роли в теле- и кинофильмах, например, в фильме «Экс» (1994, реж. Марк Шлихтер), «Dunckel» (1997, реж. Ларс Крауме) и «Забытая жизнь» (1997, реж. Клаудиа Притцель).
Широкой публике Лукас стал известен благодаря фильму «Белый медведь» (реж. Тиль Швайгер). За работу в картинах «Ночь в Сан-Паули» (1998, реж. Зёнке Вортман) и «Абсолютные гиганты» он получил награду New Faces («Новые лица») и приз на кинофестивале в Сочи. За роль Денниса в международном хите «Гуд бай, Ленин!» (2003, реж. Вольфганг Беккер) он получил Немецкую Кинопремию в номинации «Луший актёр второго плана».
Далее последовали киноработы, например, «Свободная зона» (2004, реж. Норберт Баумгартен), «Сердцебиение» (2004, реж. Нендрик Хольцеманн), «Один день в Европе» (2004, реж. Ханнес Штор), а в 2005 году фильм «Без песен о любви» прошел по стране с огромным успехом.
В 2012 году вышла картина с его участием «В белом плену».
В 2018 году сыграл в фильме «Молчащий класс».